# Masaharu Nakagawa (conseiller)
Pour les articles homonymes, voir Nakagawa (homonymie).
Masaharu Nakagawa (中川 雅治, Nakagawa Masaharu) est un homme politique japonais né le 22 février 1947 à Tokyo. Membre du Parti libéral-démocrate, il est ministre de l'Environnement du le 3 août 2017 au 2 octobre 2018.